# Rafa Melero
Rafa Melero es un escritor y funcionario (subinspector) del cuerpo de la policía autonómica de la Comunidad catalana, nacido en Barcelona en 1972.

## Biografía
Su experiencia como investigador en los Mozos de Escuadra le ha llevado a dar el salto a la literatura adentrándose en el género negro, donde cosechó numerosos éxitos con su primera gran novela La ira del Fénix en su edición en catalán y posteriormente publicada por la editorial Playa de Ákaba en castellano. El escritor Lorenzo Silva ha dicho de su primera novela que es una verdadera sorpresa y una muestra excelente de ese subgénero al que se conoce como procedimiento judicial. 
En 2017 gana el Primer Premio de Novela Cartagena Negra con su tercera novela, Ful,
Rafa Melero se suma a la nómina de policías escritores, como el ejemplo del norteamericano Joseph Wambaugh Ver, mito de la novela negra internacional.
En las novelas de Melero se repite el personaje de Xavi Masip, sargento de los Mossos d’ Esquadra en la ficción.